# دة فروزوند بايين (مقاطعة دلفان)
دة فروزوند بايين (بالفارسية: ده فروزوند پایین) هي قرية تقع في قسم نورعلي الريفي بمقاطعة دلفان في إيران. يقدر عدد سكانها بـ 116 نسمة بحسب إحصاء 2016.